# Període orientalitzant

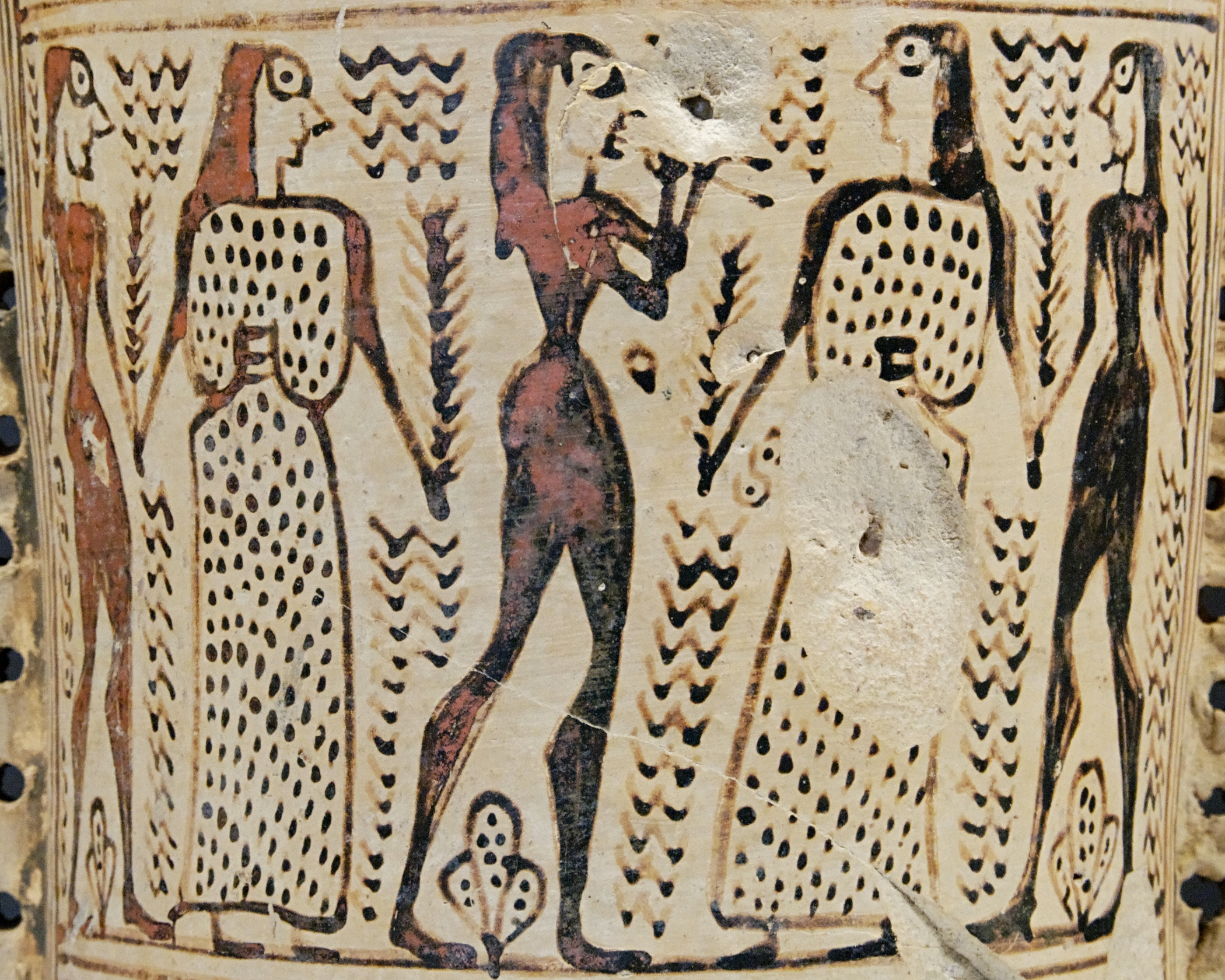
Coll d'un lutròfor protoàtic del pintor d'Analatos

Es coneix com a període orientalitzant l'etapa que van viure les diferents regions de Grècia des de finals del segle viii aC i durant el segle vii aC. El nom d'aquest període prové de la influència de pobles més orientals —com Fenícia i Assíria en la seva etapa final—, que mostren els nous materials (teixits, ivoris), manufactures i tècniques artístiques gregues durant aquest període. A vegades es considera aquest període com una etapa de transició a l'època arcaica.

## Etimologia
El concepte orientalitzant fa referència a Orient, el punt des d'on surt el sol, és a dir, l'est. L'elecció d'aquesta terminologia deriva del fet que designa un període de la història o protohistòria en la qual societats indígenes adaptaven modes i idees provinents d'Orient i les assimilaven a la seva pròpia cultura.

## Grècia

### Inicis del període orientalitzant
A la fi del segle viii aC, l'augment demogràfic grec els va portar a iniciar un procés de colonització pel mar Mediterrani. Aquesta expansió colonial els va fer prendre contacte amb altres pobles mediterranis i intensificar la seva activitat colonial, molt deteriorada després de l'edat fosca.
Aquests contactes introdueixen a Grècia nous materials i tècniques artesanes que permetran desenvolupar la ceràmica, l'escultura i l'arquitectura.
Creta serà una de les primeres àrees a acusar l'influx oriental mitjançant teixits, ivori, etc. La mostra més famosa d'aquesta influència serà una sèrie d'escuts votius trobats al santuari de Zeus a la cova de l'Ida per les seves escenes de clara inspiració assíria.

### Arquitectura del període orientalitzant
L'arquitectura grega d'aquesta època comença a mostrar el que serà el patró arquitectònic clàssic. Els temples inicien la planta rectangular, desapareix l'absis típic d'etapes anteriors i comença l'esquema típic amb prònaos, cella i opistodoms.
Entre els exemples més coneguts d'aquest període destaquen el temple d'Apol·lo a Termo (mitjans del segle VII aC), que substitueix al mègaron d'època anterior. Un altre gran temple de finals del segle VII és el temple d'Hera a Olímpia, o Hereo, així com el temple A de Prínias a Creta.

### Regionalització segons la ceràmica
La forma de datació més utilitzada per a analitzar el període orientalitzant és, igual que per a les èpoques anteriors, la ceràmica, que deixa sentir especialment els influxos iconogràfics i ornamentals exercits pels tèxtils, ivori i objectes metàl·lics d'Orient. No obstant això, durant aquesta època, en contrast amb la relativa homogeneïtat del període geomètric, la ceràmica grega es va diversificar segons la regió i se'n posà al capdavant de la producció la ceràmica coríntia, l'estil de la qual es coneixerà com a estil protocorinti.
També tindran un important desenvolupament les produccions àtiques, les quals es coneixeran com d'estil protoàtic. D'aquest estil es desenvoluparan la ceràmica de figures negres, primer, i la ceràmica de figures vermelles després.

## Tartessos

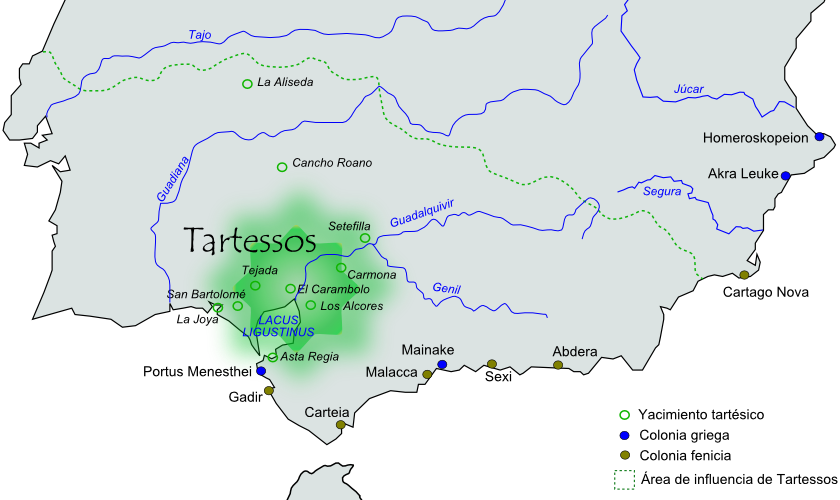
Tartessos

Històricament, la historiografia ha considerat que a Tartessos es va viure un període orientalitzant a partir del contacte amb la colonització fenícia. Actualment, però, la presència de població provinent del Llevant mediterrani sembla cada vegada més important i definitòria de la cultura tartèssica, motiu pel qual s'ha començat a parlar de període oriental. Així, segons aquest punt de vista, s'hauria d'entendre la mateixa societat i cultura tartèssica com el resultat de la interacció entre indígenes i fenicis; no es podria anomenar tartèssics els habitants d'aquella regió abans de l'arribada dels colons fenicis, ni tampoc definir com a fenicis el conjunt resultant de la colonització.
Com explicava Marti-Aguilar en un treball publicat el 2007:
"La identificació de Tartessos i Gadir [principal colònia fenícia a Ibèria] no respondria a la vinculació, a posteriori, de dues entitats històriques diferents, sinó que, des de dates molt recents, Tartessos podria haver estat un topònim vinculat al món fenici colonial de la península ibèrica."

D'aquesta manera, tot i que Tartessos i la seva cultura es concentren en un únic període històric, aquesta podria dividir-se en fases, la més arcaica de les quals mostra una profunda càrrega oriental.